# 1734 Zhongolovich

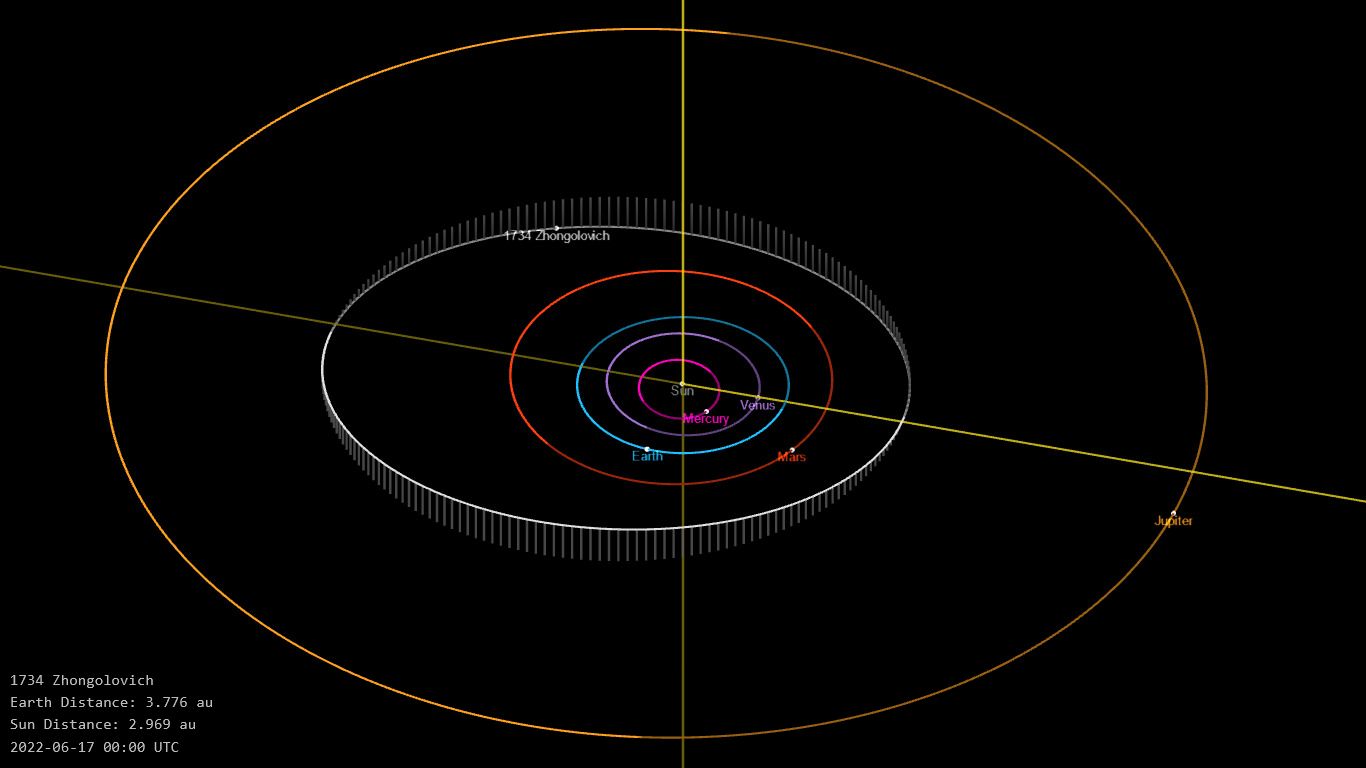

1734 Zhongolovich è un asteroide della fascia principale del diametro medio di circa 28,47 km. Scoperto nel 1928, presenta un'orbita caratterizzata da un semiasse maggiore pari a 2,7783094 UA e da un'eccentricità di 0,2297455, inclinata di 8,34493° rispetto all'eclittica.
L'asteroide è dedicato all'astronomo e geodeta sovietico Ivan Danilovič Žongolovič.